# Oswald von Carlowitz (Verwaltungsbeamter)
Oswald Rudolf Wilhelm von Carlowitz (* 27. September 1859 in Dresden; † 29. April 1910 ebenda) war ein deutscher Verwaltungsbeamter, geheimer Regierungsrat und Kammerherr im Königreich Sachsen.

## Leben

### Herkunft
Oswald entstammte dem Falkenhainer Zweig des Adelsgeschlechts Carlowitz. Er war ein Sohn des gleichnamigen königlich sächsischen Generals der Kavallerie Oswald von Carlowitz (1825–1903) und dessen Ehefrau Anna, geborene Freiin von Ferber (* 1838).

### Karriere
Carlowitz erwarb das Zeugnis der Reife am Vitzthumschen Gymnasium in Dresden und studierte Rechtswissenschaften an der Georg-August-Universität Göttingen und der Universität Leipzig. 1878 wurde er Mitglied des Corps Saxonia Göttingen. 1879 schloss er sich dem Corps Misnia Leipzig an. Nach dem Studium und dem Referendariat wurde er Legationssekretär im Sächsischen Ministerium des Äußeren. 1889 wurde er als Bezirksassessor zur Amtshauptmannschaft Pirna versetzt. 1892 wurde er Regierungsassessor bei der Amtshauptmannschaft Borna und 1895 bei der Amtshauptmannschaft Dresden-Altstadt. 1897 kam er als Regierungsrat zur Kreishauptmannschaft Bautzen.
Carlowitz wurde 1898 zum Amtshauptmann der Amtshauptmannschaft Oschatz ernannt. 1906 wechselte er als Amtshauptmann in die Amtshauptmannschaft Bautzen. 1909 schied er aus dem Staatsdienst aus und lebte bis zu seinem Tod als Geheimer Regierungsrat in Dresden. Er war sächsischer Kammerherr.  und Besitzer der Güter Grimma sowie Ober- und Unternitzschka. Die beiden letzten hatte eine Fläche von 1238 Hektar.

### Familie
Carlowitz verheiratete sich am 5. März 1902 in Bornitz mit Margarete von Schönberg (1875–1915). Aus der Ehe gingen die Kinder Ruth (* 1902), Oswald (* 1903), Olga Marie (* 1905) und Josefa (* 1907) hervor.